# چارلز بری
چارلز بری(به انگلیسی: Charles Barry)(تولد:۲۳ می ۱۷۹۵-درگذشت:۱۲ می ۱۸۶۰) یک معمار و عضو انجمن سلطنتی بریتانیا بود. بیشتر معروفیتِ وی بخاطر بازسازی کاخ وست‌مینستر در لندن در قرن ۱۹ بود. وی همچنین دارای چندین کار مشهور دیگر بر روی ساختمان‌ها و باغ‌ها هم هست. چارلز بری بخاطر نقش عمده در رواج معماری ایتالیایی در بریتانیا نیز شناخته شده‌است.